# Acropolitis rudisana
Acropolitis rudisana es una especie de polilla del género Acropolitis, tribu Archipini, subfamilia Tortricinae.

## Distribución
Se distribuye por Australia (Tasmania).

## Taxonomía
Fue descrita por Francis Walker en 1863 y publicada en List of the specimens of lepidopterous insects in the collection of the British Museum 28: 349.